# Syncrotus
Syncrotus is een geslacht van wantsen uit de familie van de Pyrrhocoridae (Vuurwantsen). Het geslacht werd voor het eerst wetenschappelijk beschreven door Bergroth in 1895.

## Soorten
Het genus bevat de volgende soort:

- Syncrotus circumscriptus Bergroth, 1895